# Claude Coppens

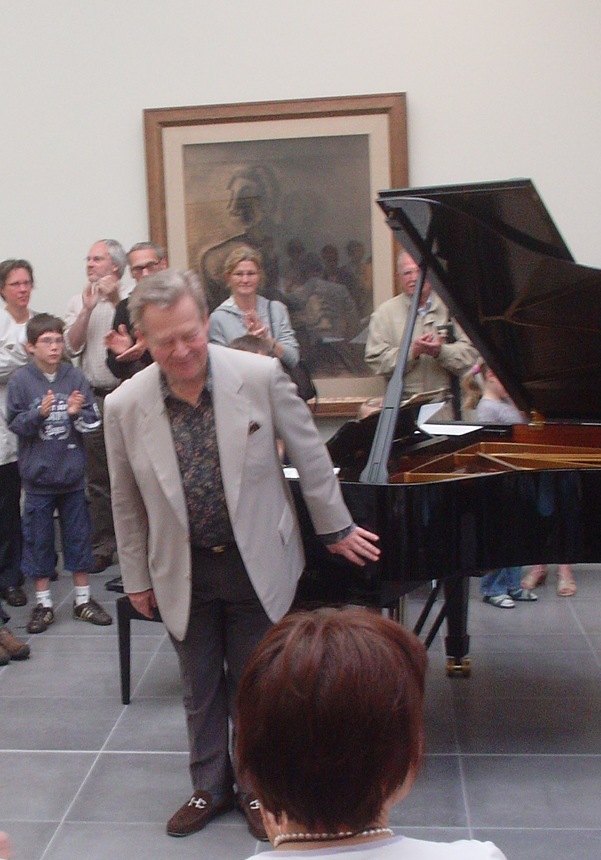
Claude Coppens in het Museum voor Schone Kunsten te Gent (2007).

Claude-Albert Coppens (Schaarbeek, 23 december 1936) is een Belgisch pianist en autodidact componist. Coppens was als docent verbonden aan het Koninklijk Muziekconservatorium te Gent, en staat bekend als eigenzinnig musicus en pedagoog. Hij is woonachtig in het Miljoenenkwartier in Gent.
Coppens studeerde bij Marcel Maas aan het Koninklijk Conservatorium in Brussel en in Parijs bij Marguerite Long en Jacques Février. In 1960 behaalde hij het diploma van doctor in de rechten aan de Vrije Universiteit te Brussel. 
Hij was laureaat van de Marguerite Long Wedstrijd in 1955, de Koningin Elisabethwedstrijd in 1956 (hij werd achtste) en de Internationale Pianowedstrijd Villa Lobos in 1957.
In 1990 ontving hij de Cultuurprijs van de Stad Gent voor zijn muzikale carrière.

## Werk

### Orkest
- Quatre ballades jaunes - versie A (Extraites des "Premières chansons") (1961)
- Homage to the Miners (1985)

### Instrumentaal ensemble
- Symetries (1961)
- Quatre ballades jaunes - version B (Extraites des "Premières chanson") (1967)
- Portrait of the artist as a young-old man (1982)
- ... un coup de des jamais n'abolira le hasard ... (1984)
- Sweet murderers of men (1994)

### Koor
- Gedichtje van Sint-Niklaas (cantate) (1972)

### Kamermuziek
- Le Tombeau d'Anton Webern (1966)
- Saxofoonkwartet (1980)
- Sonata voor fluit solo of met cello (1981-1982)
- Skiai (1982)
- ...und alle Fragen offen (1983)
- The taming of the Shrewd (1985)
- Harp-agony, or the harp's sick chords (1991)
- Roei 1 (1991)
- ...l'ombre que tu devins... (impromptu in E) (1992)
- Roei 2 (1993)
- D.L.A. (Diffusion Limited Aggregate fractal) (1994)

### Piano
- Serie et variations (1958)
- Quatres pieces faciles (1964)
- Etude Concertante: rythme et contrepoint VI-VII (1971)
- Klavierbüchlein (1972)
- Impromptu in D (1982)
- Eine kleine Nachtmaer-musik (1991)
- Fin-de-siècle (etude pour 'Sirènes') (1993)